# Eugeniusz Targoński
Eugeniusz Targoński (ur. w 1907) – polski kolarz szosowy, olimpijczyk z Berlina.

## Kariera
Wyczynowe uprawianie sportu rozpoczął w 1928 roku. Specjalizował się w kolarstwie szosowym. Do 1935 roku reprezentował barwy klubu Legia Warszawa i Jur. W 1931 roku zdobył wicemistrzostwo polski w jeździe szosowej.  W 1931 wygrał wyścig o Puchar Expresu Porannego. W 1932 został zdyskwalifikowany. W 1936 uzyskał kwalifikację olimpijską i został zawodnikiem rezerwowym na olimpiadę w Berlinie. W 1948 roku w wyścigu a Puchar Wyzwolenia zajął 5. miejsce. W tym samym roku startując w Tour de Pologne zajął 24. miejsce. W 1949 w Wyścigu Pokoju zajął 38. miejsce. Po II wojnie światowej reprezentował Gwardię Warszawa. W 1949 startował w wyścigu pokoju i został sklasyfikowany na 38. miejscu.